# Maksymilian Przerębski
Maksymilian Przerębski (Przerembski) (od 1637 hrabia) herbu Nowina (ur. w 1577 roku, zm. w 1639 roku) – marszałek sejmu zwyczajnego w Warszawie w 1613 roku, kasztelan sieradzki, wojewoda łęczycki, starosta piotrkowski, starosta śniatyński, sieradzki i mościcki w 1632 roku, starosta lityński w 1631 roku, referendarz koronny, dworzanin królewski, dyplomata.

## Rodzina
Syn Stanisława Jakuba (zm. 1607), kasztelana sieradzkiego. Matka Anna Rozdrażewska była córka Stanisława Rozdrażewskiego, kasztelana rogozińskiego.
Pięciokrotnie wchodził w związki małżeńskie. Pierwsza żona Anna Mohiła, córka Jeremiasza, hospodara mołdawskiego została matką Zygmunta Karola i Piotra.
Druga była córką Jana Ostroroga (zm. 1622), wojewody poznańskiego.
Trzecia, Elżbieta, córka Janusza Zasławskiego (zm. 1629), wojewody wołyńskiego, wdowa starosty mościckiego Jana Szczęsnego Herburta.
Czwarta to córka Jana Ostroroga (zm. 1622), podczaszego koronnego.

## Posiadłości ziemskie
Posiadał liczne posiadłości ziemskie: Dąbrowa, Widawa, Pławno, Secymin i Uście.

## Pełnione urzędy
Poseł na sejm 1611 roku z województwa sieradzkiego, deputat sejmowy do komisji kurlandzkiej i do sprawy lenna pruskiego.
Poseł województwa sieradzkiego i ziemi wieluńskiej na sejm zwyczajny 1613 roku. Zdobył wpływy na dworze królewskim będąc ochmistrzem Konstancji, żony króla Polski Zygmunta III Wazy i Cecylii, żony Władysława IV.
Był biegłym dyplomatą, posłował do Wiednia w 1621 roku z prośbą o udzielenie pomocy przeciw Turkom. Jako gorliwy katolik był poważnym kandydatem do objęcia urzędu podkanclerzego koronnego, jednak jego nastawienie wobec Jezuitów przekreśliło tę szansę.
Pełnił urząd kasztelana zawichojskiego od 1613 roku. W 1619 roku został mianowany kasztelanem radomskim. W latach 1619–1630 był kasztelanem sieradzkim. Deputat na Trybunał Skarbowy Koronny w 1620 roku. 
Od 1624 do 1633 pełnił obowiązki referendarza koronnego. W czasie elekcji 1632 roku został sędzią generalnego sądu kapturowego.  Był elektorem Władysława IV Wazy z województwa sieradzkiego w 1632 roku, podpisał jego pacta conventa. W latach 1637–1639 sprawował urząd wojewody łęczyckiego. Był też wojewodą sieradzkim i starostą wiskim, medyckim i lityńskim oraz Piotrkowa, Śniatycze.